# Vitsjön (Piteå socken, Norrbotten, 727022-168364)
Vitsjön är en sjö i Piteå kommun i Norrbotten och ingår i Byskeälvens huvudavrinningsområde. Sjön har en area på 0,567 kvadratkilometer och ligger 347,2 meter över havet.

## Delavrinningsområde
Vitsjön ingår i det delavrinningsområde (727032-168392) som SMHI kallar för Mynnar i Pjesker. Medelhöjden är 353 meter över havet och ytan är 3,41 kvadratkilometer. Det finns inga avrinningsområden uppströms utan avrinningsområdet är högsta punkten. Vattendraget som avvattnar avrinningsområdet har biflödesordning 3, vilket innebär att vattnet flödar genom totalt 3 vattendrag innan det når havet efter 141 kilometer. Avrinningsområdet består mestadels av skog (51 procent). Avrinningsområdet har 0,7 kvadratkilometer vattenytor vilket ger det en sjöprocent på 20,6 procent.